# Artère digitale plantaire propre
Les artères digitales plantaires propres sont dix artères du membre inférieur situées dans le pied. Chaque orteil possède deux artères digitales plantaires propres : une médiale et une latérale.

## Origines
L'artère digitale plantaire propre médiale du premier orteil nait de la jonction entre les artères plantaires latérale et profonde.
L'artère digitale plantaire propre latérale du cinquième orteil nait de l'artère plantaire latérale près de la base du cinquième métatarsien.
Les huit autres artères digitales plantaires propres naissent de la bifurcation en une artère médiale et une latérale des quatre artères digitales plantaires communes.
Chaque artères propres suit le bord se l'orteil. Chaque artère médiale s'anastomose avec l'artère latérale du même orteil dans leur partie distale.